# Espineta beccurta
L'espineta beccurta (Smicrornis brevirostris) és una espècie d'ocell de la família dels acantízids (Acanthizidae) i única espècie del monotípic gènere Smicrornis Gould, 1843.

## Hàbitat i distribució
Habita els boscos de la major part d'Austràlia  (excepte l'alta muntanya i les selves humides). Absent a Tasmània.